# František Xaver Josef Krakovský z Kolovrat
František Xaver Josef Krakovský z Kolovrat-Radenína, starším pravopisem Krakowský z Kolowrat (německy Franz Xaver Joseph Kolowrat-Krakowsky-Radienin, * prosinec 1735 nebo 1734 - 5. prosince 1757, zřejmě u Lutyně) byl český šlechtic z významného rodu Krakovských Kolovratů. Sloužil v císařské armádě v hodnosti poručíka.

## Život
Narodil se jako syn nejvyššího purkrabího hraběte Filipa Neria Krakovského z Kolovrat a jeho manželky Anny Marie Barbory hraběnky Michnové z Vacínova.
V mladém věku se František Josef stal členem Maltézského řádu. Později vstoupil do císařské armády, v hodnosti poručíka se mj. účastnil bitvy u Lutyně v prosinci 1757, kde pravděpodobně padl v boji.
Podrobnosti o jeho narození a úmrtí se ve zprávě historiků Wißgrilla a Schönfelda rozcházejí. Podle Wißgrilla se měl narodit v prosinci 1734, a 5. prosince 1757 zřejmě padl poblíž Vratislavi. Tento údaj však nemůže být správný, neboť bitva u Vratislavi se odehrála 22. listopadu, zatímco bitva u Leuthenu až 5. prosince 1757.